# Фибромиалгия
Фибромиалгия (англ. fibromyalgia) — заболевание, проявления которого включают диффузную симметричную боль в скелетных мышцах, носящую хронический характер. Название происходит от fibra — «волокно», myo — «мышца», algos — «боль».
Пациенты с фибромиалгией страдают от хронической, преимущественно симметричной боли во всём теле, за редким исключением наличествует депрессия (одно из следствий фибромиалгии), имеют плохой сон, также могут жаловаться на синдром раздраженного кишечника, синдром хронической усталости, спастику, скованность, повышенную чувствительность к боли и, в том числе, к холоду и духоте, синдром беспокойных ног, часто апноэ и др.
Не все специалисты признают такой диагноз, так как никаких воспалительных процессов и повреждений внутренних органов при современных методах диагностики обнаружить не удаётся, и в большинстве случаев диагноз уточняется методом исключения.
Фибромиалгия встречается у 2—8 % населения.

## Симптомы
К основным симптомам фибромиалгии относят:
- распространённая, часто симметричная боль во всём теле (в большинстве случаев — в мышцах, сухожилиях, суставах);
- плохой сон (нарушена фаза глубокого сна), отсутствие чувства восстановления после пробуждения;
- утренняя скованность;
- быстрая утомляемость;
- головные боли напряжения;
- отёки;
- часто скачки температуры;
- ощущение онемения и покалывания в различных участках тела;
- часто судороги и спазмы разной степени продолжительности и тяжести;
- часто временные нарушения концентрации внимания и памяти, отсутствие возможности сосредоточиться;
- в сильной стадии могут наступить стойкие, варьирующиеся в определённых пределах, стато-динамические нарушения, немного изменяющиеся даже в течение дня (невозможность нормально сидеть, стоять, передвигаться);
- часто за симптомы ФМ ошибочно принимают депрессию (распространённое заблуждение), психические отклонения, перепады настроения, сниженное настроение (возможное, но не обязательные следствие боли), но часто они являются либо сопутствующими, либо отсутствуют и т. д.

Другими симптомами фибромиалгии могут быть головные боли по типу мигрени, головокружение, сухость и жжение во рту, раздраженный мочевой пузырь (частое, иногда болезненное мочеиспускание); обследования, однако, не показывают признаки воспаления в кишечнике или мочевом пузыре.

## Этиология и патогенез
Действительные причины ФМ на данный момент неизвестны.
Раньше считалось, что ФМ — это воспалительное или психическое заболевание, но современные методы диагностики позволяют утверждать, что никаких доказательств наличия воспаления при ФМ не обнаружено, а депрессия и беспокойство — скорее необязательный результат, чем причины ФМ.
Имеются некоторые свидетельства, что причиной ФМ является нарушение фазы глубокого сна, так как была обнаружена патология мозговых волн в фазе глубокого сна у больных ФМ и низкий уровень гормона соматотропина (этот гормон производится гипофизом в фазе глубокого сна). Аналогичные признаки наблюдаются у здоровых людей при лишении их сна в течение нескольких дней (H. Moldofsky и соавт.). Не все исследователи поддерживают эту теорию, однако, исследование, проведенное в Норвегии, показало, что у женщин старше 45 лет с бессонницей риск фибромиалгии в пять раз выше, чем у женщин того же возраста, которые не испытывают проблем с засыпанием.
Также исследования по всему миру показывают, что 80-90% пациентов с фибромиалгией — это  женщины.
Однако при рассмотрении всех известных клинических симптомов вполне очевидно, что ФМ — комплексная проблема, более сложная, чем просто мышечная боль. Само наличие множества клинических симптомов, не имеющих в своей основе морфологических, биохимических и других нарушений, позволяет говорить о ФМ как о соматоформном нарушении. Симптомы, имеющие место при соматоформных расстройствах, не являются намеренными, то есть человек не ощущает и не контролирует их возникновение.
На современном этапе изучения ФМ предпринимается попытка интеграции периферических и центральных механизмов в единую теорию.
По последним данным исследований 2013 года, проведённых специалистами из американской биофармацевтической компании Integrated Tissue Dynamics (Intidyn) совместно с коллегами из Albany Medical College, стало известно, что у пациентов с фибромиалгией большее количество чувствительных нервных окончаний, чем в норме, располагающихся в ладонях и ступнях, выполняющих функции терморегуляции и перераспределения крови. Они расположены в артериоло-венулярных анастомозах (АВА), сосудах микроциркуляторного русла, выполняющих функции терморегуляции и перераспределения крови.
Поскольку АВА, помимо терморегуляции, регулируют кровоснабжение всех органов, испытываемые больными мышечные боли, слабость и повышенная утомляемость могут быть связаны с выявленными в этих сосудах патологическими изменениями, из-за которых нарушается нормальная циркуляция крови в мышцах.
Кроме того, нарушение нормального кровоснабжения может касаться не только мышц, но и головного мозга, что объясняет плохой сон и снижение когнитивной функции у страдающих фибромиалгией.

## Гипотезы
Существует несколько гипотез, основанных на различных аспектах состояния при ФМ:
- Патологические изменения в сосудах.
- Генетическая предрасположенность — наблюдается тенденция иметь несколько членов семьи, у которых диагностирована ФМ.
- Стресс может быть одним из основополагающих факторов в развитии ФМ, так как играет важную роль в развитии других похожих заболеваний, таких, как синдром раздражённого кишечника, синдром хронической усталости, бессонница и т.п.
- Ускоренный обмен серотонина — некоторые пациенты отвечают на лечение малыми дозами ингибиторов обратного захвата серотонина.
- Дефицит гормона роста — у пациентов с дефицитом гормона роста заместительная терапия гормоном роста имела положительный результат. На данный момент теория еще не получила достаточного подтверждения.
- Психологические факторы.
- Физическая травма в некоторых случаях послужила толчком к развитию ФМ.
- Ртутное отравление — некоторые современные исследователи выяснили, что нарушения работы мозга, приводящие к фибромиалгии, являются результатом непосредственного токсического влияния ртути[6].

Существуют и другие гипотезы. Например, что ФМ — это идиопатический иммунный ответ на существующие в кишечнике бактерии. Эта гипотеза была подтверждена Амиром Минерби из Центра Здоровья университета McGill в июне 2019 года. Ссылка на статью.

## Диагностирование фибромиалгии
Специальных анализов для диагностирования ФМ не существует.
Обычно назначаются анализы крови на глюкозу, активность щитовидной железы (Т4, ТТГ), тест на антинуклеарные антитела (АНА), ревматоидный фактор (РФ), определение скорости оседания эритроцитов, тест на уровень пролактина и кальция.
При исключении ревматических заболеваний и артрита, при всех отрицательных (нормальных) анализах врач проверяет чувствительность парных точек (tender/trigger points) (см. рис.) на теле пациента.
В диагностике фибромиалгии очень важно исключить мигрень.

## Критерии фибромиалгии
Обязательные критерии:
1. Распространенная боль и скованность в течение 3-х и более месяцев.
2. Отсутствие других заболеваний (ревматических, эндокринных, онкологических и др.), способных вызывать боль, и изменений со стороны лабораторных и инструментальных данных.

Большие критерии:
1. Локальная чувствительность в 12 из 18 точек тела при пальпации при нагрузке 4 кг, причём положительным ответом считается только возникновение боли, а не нарушение чувствительности.

Малые критерии:
1. Анамнестические признаки заболевания, соответствующие различным психологическим и функциональным расстройствам могут иметь место в большинстве случаев.
2. Нарушенный сон с утренней скованностью и усталостью[8].

Критерии отличия обострения фибромиалгии от начинающегося инсульта до сих пор не выработаны. Предположительно, фибромиалгия может провоцировать инсульт.

## Лечение
Эффективное лечение ФМ затруднено отсутствием знаний о причинах болезни, поэтому современная медицина работает в направлении подавления симптомов и следствия — боли, расстройств сна, депрессии и др. Подходы к терапии ФМ должны быть индивидуальны. Требуется клиническая оценка основных симптомов: выраженности болевого синдрома, состояния триггерных точек и др. Исходя из этого, существует несколько терапевтических направлений.
Медикаментозное лечение производится в основном для снятия боли, спастичности мышц, часто наблюдающейся раздражительности, расстройств сна и симптомов депрессии (при их наличии).
- Лечение малыми дозами антидепрессантов — селективных ингибиторов обратного захвата серотонина — флуоксетин (прозак), сертралин, пароксетин (соответственно, в дозах 20—40; 50—200; 5—20 мг в утренние часы); селективных ингибиторов обратного захвата серотонина и норадреналина — дулоксетин 60 мг х 2 раза в день, венлафаксин; трициклических антидепрессантов (амитриптилин 10—25 мг 1 раз в день или имипрамин 10—25 мг 1 раз в день).
- Антиэпилептические препараты: Прегабалин (Лирика) —  по эффективности не уступает антидепрессантам. В двух крупных рандомизированных клинических исследованиях, где лечение продолжалось 13-14 недель, было показано, что монотерапия прегабалином была эффективна для уменьшения интенсивности боли при фибромиалгии в дозировках 300, 450 и 600 мг/день. Эффект наступал быстро и сохранялся при продолжении лечения.[9]
- Бензодиазепины: диазепам, клоназепам (реагируют не все пациенты)
- Снотворное средство небензодиазепиновой структуры: зопиклон (Имован)
- Болеутоляющие, в том числе инъекции или аппликации на чувствительные точки нестероидных противовоспалительных средств (НПВС) и наркотические анальгетики, наиболее изучено использование парацетамола и трамадола, возможно использование комбинации этих препаратов
- Введение ботулотоксина не показало эффективности при лечении фибромиалгии.
- Использование разогревающих и противовоспалительных мазей и гелей (капсикам, фастум-гель, диклофенак-форте и т.п.) показало малую эффективность при лечении фибромиалгии
- В рефрактерных к лечению случаях используют агонисты дофаминовых рецепторов (прамипексол), гормональные препараты (прогестерон, андростерон), активаторы фосфорилаз, пирацетам, препараты яблочной кислоты, антиоксиданты.

Немедикаментозные методы лечения
- ЛФК, в том числе аэробика (более показана в слабой стадии заболевания), гипнотерапия, мануальная терапия, арт-терапия, светотерапия, стоун-терапия, звукотерапия, природо-терапия. Лёгкое плавание в тёплой воде показано всем пациентам.

Специально проведенный анализ различных немедикаментозных методов лечения фибромиалгии показал, что достоверной эффективностью обладают два метода — когнитивно-поведенческая терапия и физкультура. На фоне проведения обоих методов лечения отмечалось стойкое улучшение симптомов фибромиалгии на протяжении 1 года и более.
- физиотерапия в случае лёгких болей;
- неглубокий лёгкий массаж, при глубоком массаже наблюдается ухудшение симптомов, в особенности боли;
- бальнеотерапия;
- гипербарическая кислородная терапия.

Исследование этого метода лечения проводилось в Израиле с участием ведущих специалистов нескольких медицинских центров. Как было показано в исследовании, женщины с фибромиалгией после того, как прошли курс гипербарической кислородной терапии, смогли обходиться без привычных обезболивающих лекарств или значительно сократили их приём. Авторы данного метода считают, что они также смогли определить основной фактор, вызывающий фибромиалгию. Возможно, синдром возникает, когда разрушается механизм обработки болевых сигналов в головном мозге. Результаты исследования показали, что кислородная терапия помогает справиться с симптомами фибромиалгии 70% пациентов.
- классический директивный гипноз и самогипноз, профессиональный гипнотизёр оказывает комплексную гипнотерапию в связке с мануальной терапией;
- психотерапия, предотвращение стресса;
- аутогенная тренировка, работа с болью;
- йога, медитация;
- курортное лечение, солнечные ванны;
- соблюдение режима сна;
- избегание стрессовых ситуаций;

Нетрадиционные методы лечения
- криотерапия (используется в Японии, России[11], Беларуси[12], Эстонии[13] и других странах; представляет собой краткосрочное (2-3 минуты) охлаждение тела при температуре −150 °С); показана не всем пациентам;
- сырая вегетарианская диета;[14]
- лечение гвайфенезином (The Guaifenesin Protocol) (англ.) — этот метод лечения вызывает весьма неоднозначную реакцию со стороны медицинского сообщества.

Согласно этому методу, лечение фибромиалгии основано на применении такого известного лекарства от кашля как гвайфенезин, которое в данном случае выпускается в виде таблеток пролонгированного действия в дозировке 300 или 600 мг.  При этом создатели метода категорически запрещают пациентам употреблять и использовать:
— чай; 
— продукты, витаминные комплексы и биодобавки с растительными маслами и экстрактами (за исключением кукурузы, риса, овса, пшеницы и сои), ментолом (например, жевательные резинки "Spearmint", "Peppermint"),  биофлавоноидами (например, лекарство от варикоза «Детралекс»), кверцетином (Quercetin), гесперидином (Hesperiden), рутином (Rutin) и Гингко Билоба;
— лекарственные и косметические средства, содержащие салицилаты,  салициловую кислоту (например, аспирин (Aspirin), анацин (Аnacin), экседрин (Excedrin), дисальцид (Disalcid), очищающий лосьон для лица «Clean & Clear Deep Cleansing Lotion» и т.п.) и  камфору; 
— косметические средства с  опопанаксом, любыми растительными маслами, гелями и экстрактами (например, алоэ), за исключением кукурузы, риса, овса, пшеницы и сои;
— защитные кремы от солнца, содержащие октисалаты (Octisalate), гомосалаты (Homosalate), мексорил (Mexoryl) и мерадимат (Meradimate).
Авторы данного метода лечения также утверждают, что наиболее расположены к фибромиалгии люди, страдающие  гипогликемией.
- имеются сообщения, что акупунктура в ряде случаев помогает снимать или уменьшить боль.

## Прогноз
ФМ является хроническим заболеванием с меняющимся течением. Симптомы ФМ сохраняются на протяжении всей жизни пациента, меняясь под воздействием внешних факторов, кроме уже наступивших, стойких стато-динамических нарушений (как правило в пожилом возрасте, за редким исключением). В целом с возрастом, с правильным лечением, прогноз благоприятный.
Так как повреждения органов при ФМ не происходит, то при том или ином лечении на протяжении жизни пациента болезнь у значительной части больных часто показывает временную положительную динамику.
Работа с пациентом заключается в вовлечении его в активное противодействие симптомам болезни, позитивное мышление, сухой тёплый климат и полное отсутствие стресса.

## Эпидемиология
Представленность ФМ составляет от 2 до 4 % в общей популяции. Соотношение женщин и мужчин равно 7-10:1 (статистика уточняется). ФМ встречается во всех этнических группах и культурах, в любом возрасте, но преобладающим является период от 25—30 до 45—50 лет (статистика уточняется)
У 28 % пациентов ФМ развивается с детства. Соотношение среди мальчиков и девочек приблизительно 1:1.
Частота ФМ в возрасте 60—79 лет составляет около 7 % (статистика уточняется), при этом интенсивность и частота болевого синдрома с возрастом увеличивается как у мужчин, так и у женщин.

## История
Диффузные мышечно-скелетные боли изучались со времён Гиппократа.
Клинический синдром ФМ был впервые описан более 150 лет назад.
В 1904 году W. Govers в статье о люмбаго именует синдром диффузных мышечных болей фиброзитом, подчеркивая роль воспалительных изменений в мышцах, как причины болевых ощущений.
Учитывая связь заболевания с депрессией и стрессом, E. Boland в 1947 г. выдвинул концепцию психогенного ревматизма, которая имеет сторонников и сейчас. В 50-60-е годы ряд исследователей относили ФМ к психосоматическому заболеванию.
Интерес к синдрому диффузных мышечно-скелетных болей возрос в середине 70-х годов после ряда публикаций H. Smythe и H. Moldofsky, где было отмечено наличие редукции глубоких фаз сна, и показано особое значение tender points (болезненных точек).
Критерии диагностики ФМ, впервые предложенные в 1972 г. H. Smythe и опирающиеся в основе своей на локализацию характерных болевых точек, значительно расширили знания в данной области. Эти критерии включали следующие параметры: широко распространённый болевой синдром в течение более 3 мес; локальные болезненные точки (от 12 до 14), нарушение сна с утренней утомляемостью и мышечной скованностью; отсутствие изменений лабораторных показателей, отсутствие антинуклеарных антител, мышечных энзимов; нормальные рентгенограммы.
В 1981 году после появления публикации о диагностических критериях заболевания, предложенных M. Yunus и A. Masi, термин фибромиалгия прочно закрепился в литературе. На этом этапе исследователи разделили ФМ на первичную и вторичную. Первичная ФМ являет собой изолированную форму заболевания, развивается в отсутствие сопутствующих факторов, в отличие от вторичной, накладывающейся на другое состояние с выраженным болевым синдромом. На вторичную ФМ, как правило, указывает определённый анамнез: наличие травм, ревматических либо неревматических факторов. Исходя из этого, авторами была предпринята попытка выделения обязательных, основных и дополнительных критериев первичной ФМ.
А. Обязательные критерии: генерализованная болезненность, боли или скованность по крайней мере в 3 анатомических зонах в течение 3 месяцев и более; отсутствие других причин первичной ФМ (неизменные лабораторные показатели и нормальные рентгенограммы).
Б. Основные критерии: наличие по крайней мере 5 болезненных точек.
В. Дополнительные критерии: связь симптомов с физической активностью; их связь с погодными факторами; усиление симптомов под влиянием волнений и стрессов; общая усталость; генерализованная слабость или утомляемость; хроническая головная боль; синдром раздражённой толстой кишки; субъективные ощущения припухлости суставов и мышц; субъективные ощущения онемения в них.
Особый интерес к ФМ проявился в последние 10-15 лет[когда?] в связи с открытием клинических, биохимических и нейрофизиологических особенностей ФМ.